# Pimpla erythromera
Pimpla erythromera är en stekelart som först beskrevs av Setsuya Momoi 1971.  Pimpla erythromera ingår i släktet Pimpla och familjen brokparasitsteklar. Inga underarter finns listade i Catalogue of Life.